# Stanzmaschine

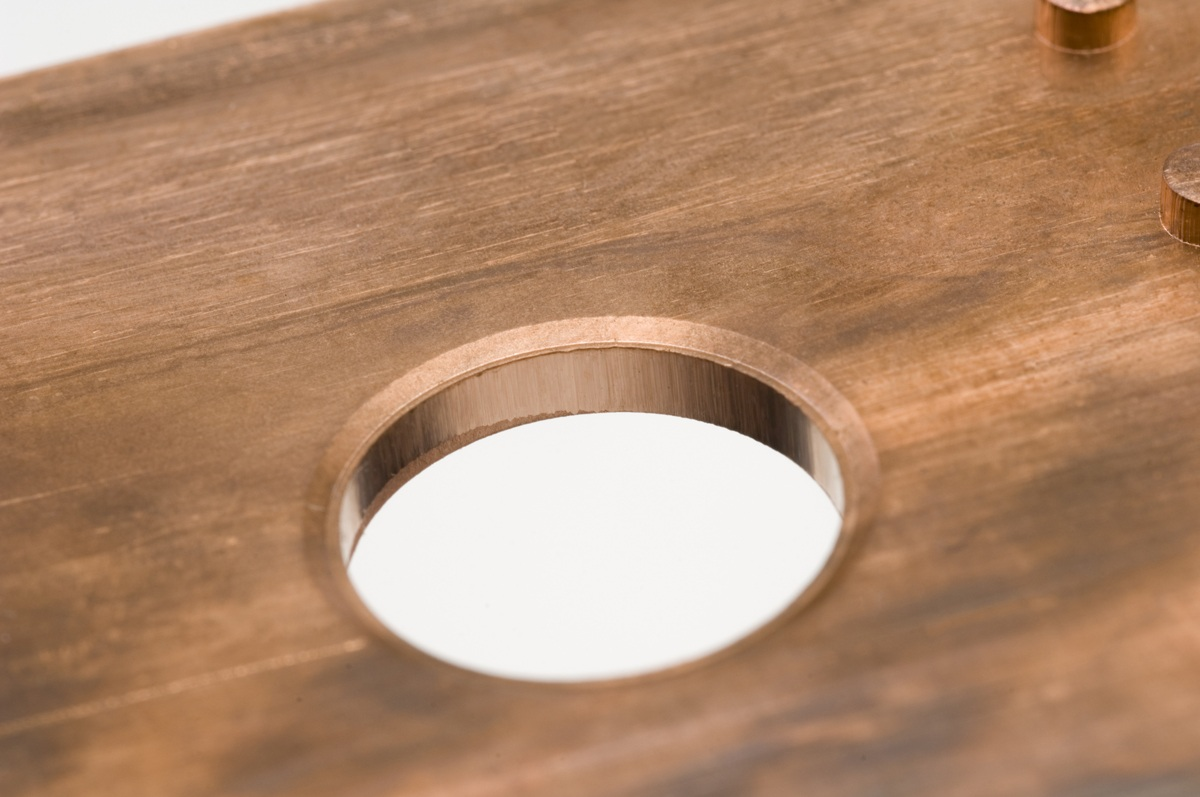
Gestanztes Rundloch: Beste Schnittflächen mit über 70 % Schnittanteil, kleines Schnittspiel erforderlich (8 % Materialdicke)

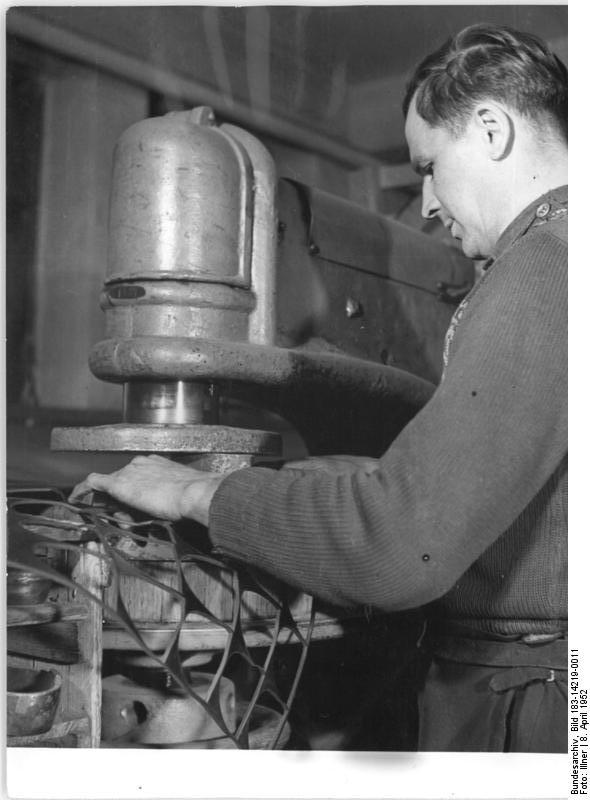
Manuelles Stanzen

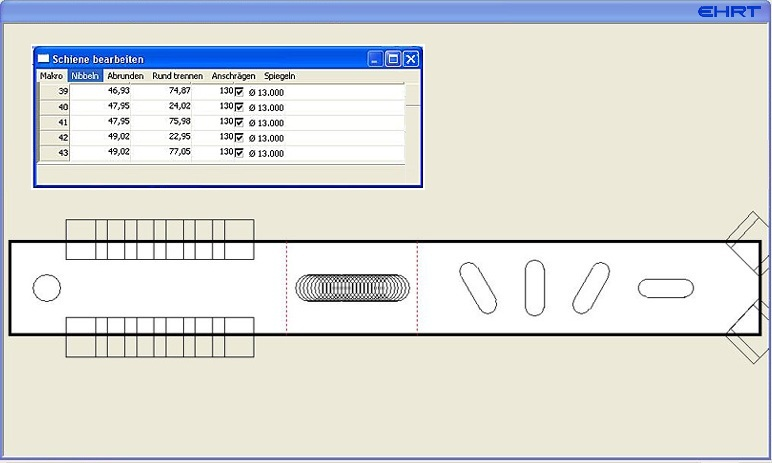
Stanzsoftware mit graphischer Bedienoberfläche

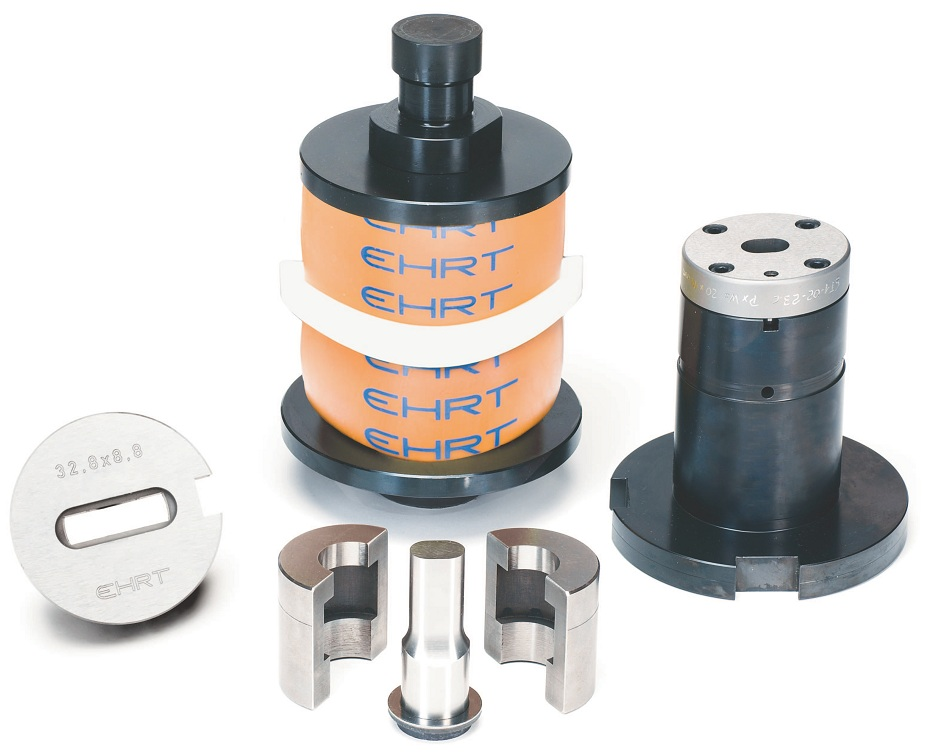
Schnellwechselwerkzeug

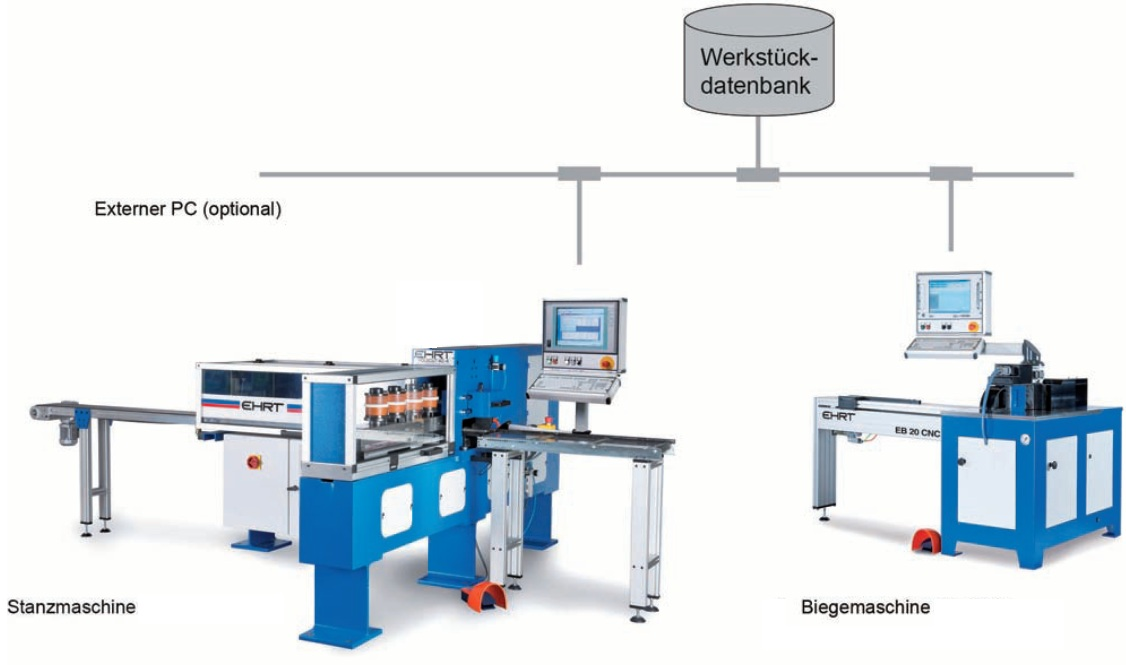
Gemeinsames Netzwerk verbindet Maschinen, PC-Arbeitsplätze, Internet usw.

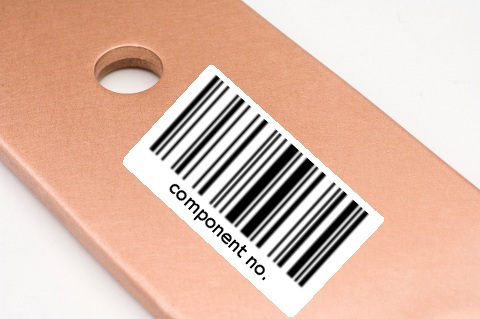
Werkstückkennzeichnung, Verknüpfung mit Arbeitsplänen

Eine Stanzmaschine oder Stanze ist eine Werkzeugmaschine zum Stanzen.

## Manuelle Stanzmaschine
Eine manuelle Stanzmaschine beruht auf einfachen physikalischen, bzw. mechanischen Prinzipien.
Werkstücke werden händisch eingelegt und positioniert. Der Stanzhub erfolgt durch Aktion oder Signal des Bedieners.
Die Stanzkraft wird üblicherweise mittels Hebeln oder hydraulisch über einen Zylinder erzeugt.
Die wichtigsten Bestandteile sind:
- Maschinenkorpus
- Antrieb oder mechanische Kraftübersetzung
- Werkzeuge (Stempel, Matrizen, je nach System: Stempelaufnahmen, Rückzugsfeder)

## CNC-Stanzmaschine
CNC-Stanzmaschinen werden dort eingesetzt, wo eine flexible Fertigung von Serien kleinerer und mittlerer Stückzahl gefordert wird. Die Maschinen sind üblicherweise mit einem linearen Werkzeugträger (Werkzeugbalken) und Schnellwechselwerkzeug ausgestattet. Das Verfahren findet dort Anwendung, wo der Einsatz eines Laserverfahrens unwirtschaftlich oder technisch nicht möglich ist.

### Arbeitsweise
Nach der Programmierung des Werkstücks und Eingabe der Länge des Stangenmaterials ermittelt der Rechner die maximal mögliche Stückzahl, die aus einer Stange von bestimmter Länge gestanzt werden können. Danach wird die gewünschte Stückzahl eingegeben und die Stange gegen den Anschlag geschoben. Nach dem Startbefehl arbeitet die Maschine vollautomatisch.
Die CNC-Achse verfährt den Zylinder immer genau über das Werkzeug. Der Verschleiß von Lagern und Werkzeugen wird so reduziert. Die Teile werden auf einem Plattenbandförderer heraustransportiert und durch eine Auswerfvorrichtung seitlich auf einen Tisch geschoben. Das Reststück wird automatisch bis an das Ende des Plattenbandförderers transportiert und fällt hier in einen Behälter. Zur Zeit- und Materialoptimierung können aus einer Stange auch verschiedene Werkstücke in einem Arbeitsgang gefertigt werden.

### Programmierung
Die Programmierung erfolgt über einen Rechner, der Bestandteil der Maschine ist, oder über ein Netzwerk mit dieser verbunden ist. Soll ein neues Programm erstellt werden, können Konstruktionsdaten importiert oder per Maus und Tastatur eingegeben werden. Mit einer graphischen Bedienoberfläche braucht man Vorkenntnisse in der CNC-Programmierung nicht. Programmierfehler sind leicht zu erkennen. Programme werden idealerweise in einer Datenbank abgelegt, um sie über Such- und Sortieroptionen schnell wiederzufinden. Wird ein Stanzprogramm aufgerufen, werden erforderliche Werkzeugwechsel automatisch angezeigt. Vor der Weitergabe an die Maschinensteuerung überprüft die Software automatisch das Programm auf mögliche Kollisionen. Fehlbedienungen sind dadurch weitgehend ausgeschlossen.

### Werkzeugwechsel
In einem linearen Werkzeugträger befinden sich die Stationen zur Aufnahme der Stanzwerkzeuge und eines Trennstempels. Besonders bei der flexiblen Fertigung sind Rüstzeiten ein entscheidender Kostenfaktor. Stillstandzeiten sollen auf ein Minimum reduziert werden. Daher sind moderne Werkzeugsysteme so ausgelegt, dass Stempel und Matrizen schnell und unkompliziert ausgewechselt werden können. Im Idealfall sind Schnellwechselwerkzeuge mit Stecksystem ausgeführt, so dass nichts verschraubt werden muss und keine zusätzlichen Hilfsmittel erforderlich sind.

### Vernetzung mit der gesamten Produktionskette
Viel Organisationsaufwand und Schnittstellenmanagement lässt sich einsparen, wenn die CNC-Stanzmaschine mit den vorherigen und nachlaufenden Produktionsschritten verknüpft wird. Um eine Vernetzung mit anderen Maschinen und externen Arbeitsplätzen zu ermöglichen, sind gemeinsame Schnittstellen zu schaffen.
- Eine Software zur gleichzeitigen Programmierung nachfolgender Arbeitsschritte – z. B. CNC-Biegemaschine.
- Mit einem Standard-Industrie-PC auf Windowsplattform sind die Maschinen untereinander leicht vernetzbar.
- Anbindung an eine zentrale Datenbank zum Ablegen der Programmdaten auf Servern.

### Einbindung weiterer Bearbeitungsprozesse
High-End-Maschinen sind über das Stanzen hinaus auch mit weiteren Sonderfunktionen versehen.
Beispiele:
- Automatische Kennzeichnung und Beschriftung der Werkstücke
- Spanloses Gewindeformen mit angetriebenen Schnellwechselwerkzeugen
- Automatische Materialzuführung – Bestückung der Maschine
- Zahlen- und Buchstabenprägen
- Butzen prägen